# NGC 6979
NGC 6979 (Треугольник Пикеринга) — эмиссионная туманность в созвездии Лебедь. Является частью обширной туманности Вуаль.
Этот объект входит в число перечисленных в оригинальной редакции «Нового общего каталога».